# Belmont (Île-du-Prince-Édouard)
Pour les articles homonymes, voir Belmont.
Belmont est une communauté rurale et agricole dans le centre du comté de Prince de l'Île-du-Prince-Édouard.
La communauté est située sur la côte sud-ouest de la baie de Malpèque et son industrie principale est l'agriculture, particulièrement les fermes laitières et les bœufs de boucherie, ainsi que les pommes de terre et la culture de grains.
L'auteur Lucy Maud Montgomery a enseigné à l'école Belmont au début du XXe siècle. Cette école d'une pièce est maintenant au village d'Avonlea à Cavendish, IPE.
Les résidents de Belmont ont surtout des ancêtres anglais, écossais, irlandais et français, avec des immigrants d'autres cultures.
Belmont est l'hôte du parc provincial Belmont, situé au cap Winchester. Les homards, les moules et les huîtres sont pêchées près de côte de Belmont, mais Belmont n'a pas de port ou de quai.
Le seul édifice public à Belmont est l'église des Baptistes Unis qui a un cimetière à un kilomètre de là.